# Maria Wern – Stum sitter guden
Maria Wern – Stum sitter guden är en TV-serie som sändes på TV4 under hösten 2010. Under två avsnitt får man följa kriminalinspektör Maria Werns (Eva Röse) jakt på en mördare som utfört ritualmord som liknar ett annat fall i Vallentuna för nio år sedan. Maria träffar också sin gamla vän Patrik Hedlund.
Serien är baserad på Anna Janssons bok med samma namn som utkom 2000. Med i rollistan finns förutom Eva Röse även Reuben Sallmander och Allan Svensson.

## I rollerna
- Eva Röse – Maria Wern
- Allan Svensson – Hartman
- Peter Perski – Arvidsson
- Ulf Friberg – Ek
- Tanja Lorentzon – Erika Lund
- Reuben Sallmander – Patrik Hedlund
- Ing-Marie Carlsson – Berit
- Gunilla Nyroos – Turid
- Lena Carlsson – Anneli Brogren
- Barbro Enberg – Elvy
- Christian Fiedler – Edvin Rudbeck
- Bjørn Floberg – Morgan Høglund
- Lisa Lindgren – Stina Olsson
- Alida Morberg – Veronica
- Oscar Pettersson – Emil Wern
- Matilda Wännstöm – Linda Wern
- Lotta Thorell – Marianne Hartman
- Kajsa Linderholm – Mamma till stulen baby
- Bengt Åke Rundqvist – Vidar Larsson